# Hansa-Brandenburg G.I
El Hansa-Brandenburg G.I fou un bombarder utilitzat per les forces aèries austrohongareses durant la Primera Guerra Mundial. Es tractava d'un bimotor biplà triplaça amb ales esglaonades d'envergadura lleugerament diferent. El pilot i el bombarder seien en una gran cabina oberta a proa, mentre que un artiller seia en un segon habitacle obert en posició dorsal, darrere de les ales. Una característica insòlita era la col·locació dels motors; si bé la pràctica habitual era muntar-los a les ales (directament o amb tirants), el G.I tenia els motors muntats directament als costats del buc mitjançant una xarxa de tirants d'acer. Aquesta disposició va afegir un pes considerable a l'aeronau i transmetia moltes vibracions al cos de l'avió.
Al març de 1917 es va lliurar un petit lot de producció inicial de sis avions, però tots es van emmagatzemar a causa d'una disputa contractual entre el fabricant i el Flars (l'arsenal de l'Aviació Imperial i Reial). Quan es van solucionar els problemes, es van reprendre els lliuraments, tot i que es va reduir la mida de la comanda i els bombarders van ser modificats abans de ser enviats a l'aeròdrom de Divača, al front italià. UFAG va construir dotze unitats amb petites diferències respecte als aparells de construcció alemanya.
El G.I va acabar formant tres esquadrons més una unitat de reemplaçament, però els informes dels pilots foren desfavorables, sobretot en comparació amb el Gotha G.IV que ja estava en operació. En conseqüència, l'aparell va quedar ràpidament relegat a tasques de formació. Durant els tres mesos que van estar al front, aquests avions només van dur a terme una sortida amb èxit.
Alguns I.G també van servir com a avions de prova per al muntatge de canons de gran calibre en avions: amb canons Skoda de 50 mm i de 70 mm a proa i amb canons Skoda de 37 mm en la posició dorsal de l'artiller.

## Operadors
Àustria-Hongria
- Forces àeries austrohongareses
  - Flik 101/G
  - Flik 102/G
  - Flik 103/G
  - Flek 22